# Rives de l'Yon
Rives de l'Yon è un comune francese del dipartimento della Vandea nella regione dei Paesi della Loira.
È stato creato il 1º gennaio 2016 dalla fusione dei preesistenti comuni di Saint-Florent-des-Bois e Chaillé-sous-les-Ormeaux.
Il capoluogo è la località di Saint-Florent-des-Bois.

Il territorio comunale di Rives de l'Yon, originato dalla fusione dei comuni di Saint-Florent-des-Bois e Chaillé-sous-les-Ormeaux